# Aleksej Charlamov

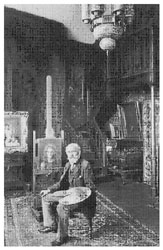
Charlamov in zijn atelier

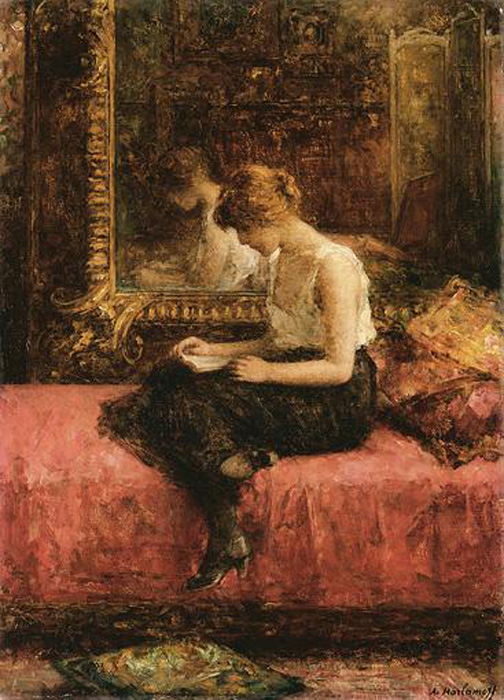
Pursuits of a Young Lady

Aleksej Aleksejevitsj Charlamov (Russisch: Алексей Алексеевич Харламов), ook wel geschreven als Harlamov (Dyachevka nabij Saratov, 18 oktober 1840 - Parijs, 10 april 1925) was een Russisch kunstschilder die vooral werkte in Parijs. Hij werd vooral bekend om zijn portretten van jonge vrouwen.

## Leven en werk
Charlamov werd geboren in een familie van lijfeigenen die in 1850 in vrijheid werd gesteld. In 1854 kreeg Charlamov toestemming om als gaststudent lessen te volgen aan de Kunstacademie in Sint-Petersburg, waar hij opviel door zijn talent en diverse medailles won. In 1869 kreeg hij een studiebeurs, reisde door Duitsland en trok uiteindelijk naar Parijs om te gaan studeren aan de École nationale supérieure des beaux-arts.

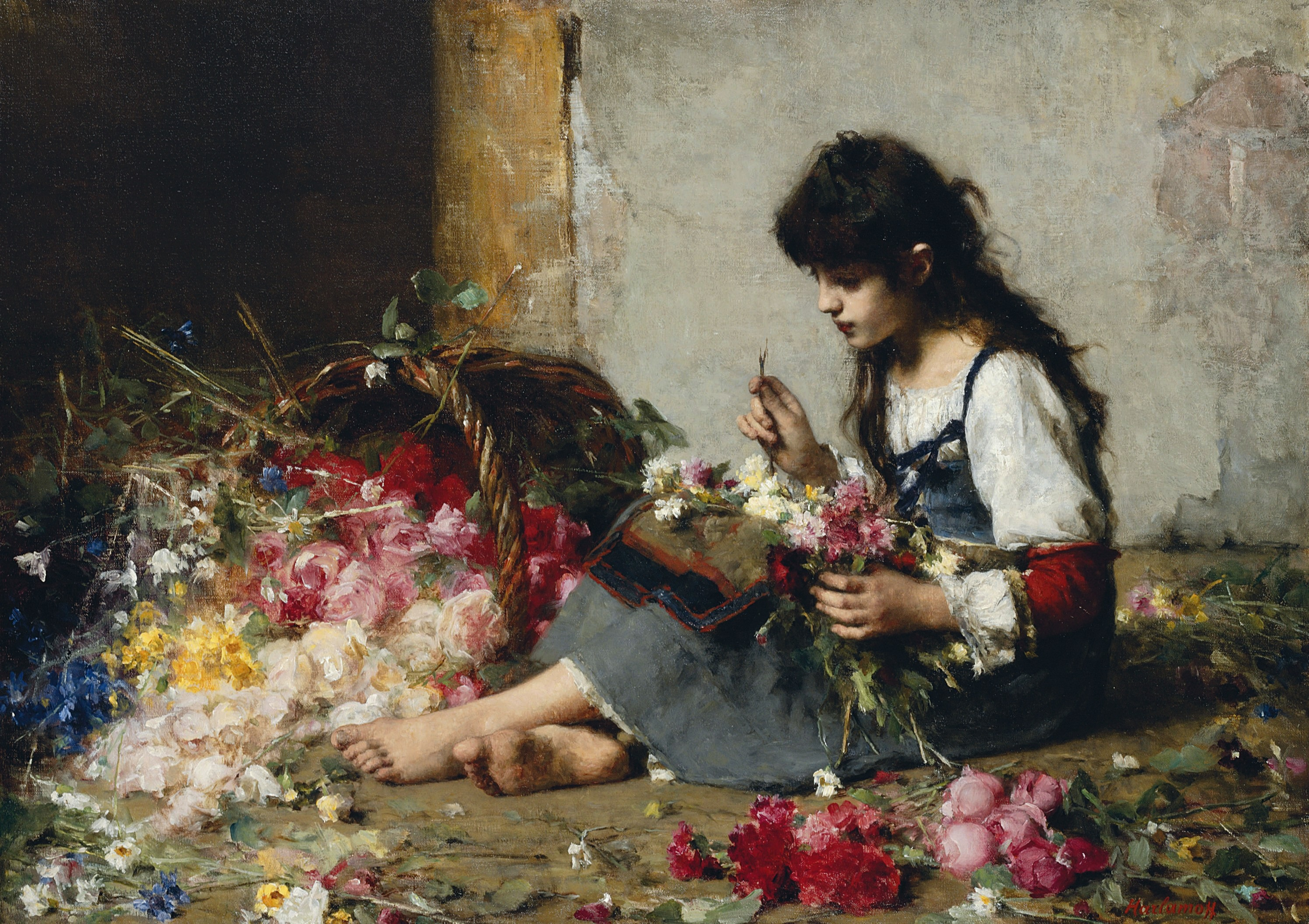
All Stories come True

In 1870 reisde naar Engeland, België en Nederland. Hij verbleef enige tijd in Den Haag en bestudeerde de Hollandse meesters. Hij kreeg toestemming een kopie te maken van De anatomische les van Dr. Nicolaes Tulp van Rembrandt, hetgeen hij met grote vaardigheid deed.
In 1872 keerde Charlamov terug naar Parijs en ging werken in het atelier van Léon Bonnat. Hij bezocht regelmatig ‘soirees’ van Louis Viardot en Pauline Viardot-Garcia, raakte daar bevriend met Ivan Toergenjev en werd een bekende figuur in de Russische gemeenschap in Parijs. In 1875 exposeerde hij met portretten van onder andere Pauline Viardot, Toergenjev en de sopraan Félia Litvinne in de Parijse salon. In 1878 won hij een medaille op de Parijse wereldtentoonstelling.
Inmiddels had Charlamov het atelier van de overleden schilder Isidore Pils aan de Place Pigalle overgenomen. Hij groeide uit tot een van de meest vooraanstaande portretschilders in Parijs. Hij maakte vooral naam met naturalistische portretten van jonge vrouwen. Zijn werk werd internationaal tentoongesteld, onder andere in Londen en Wenen. Van 1911 tot 1914 had hij veel succes met een expositie in Moskou, bij de Galerie Lemercier.
Charlamov overleed in 1925, in het atelier aan de Boulevard Rochechouart, dat hij in 1909 had betrokken.

## Portrettengalerij

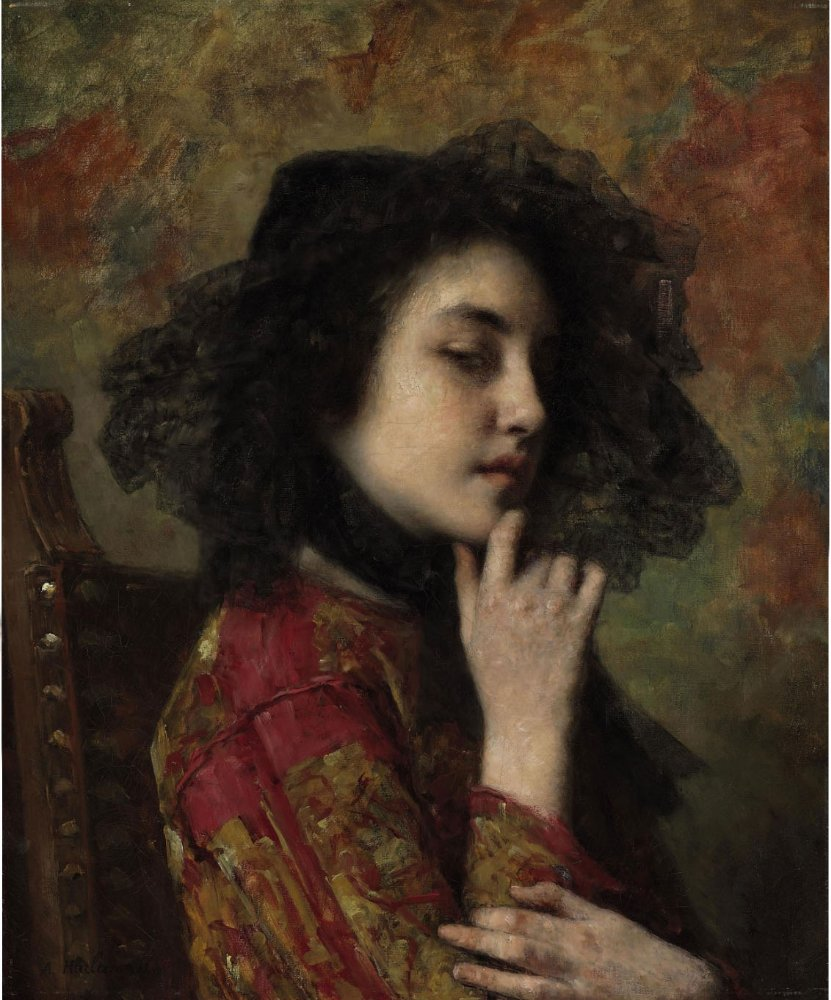
Portrait d’une Princesse
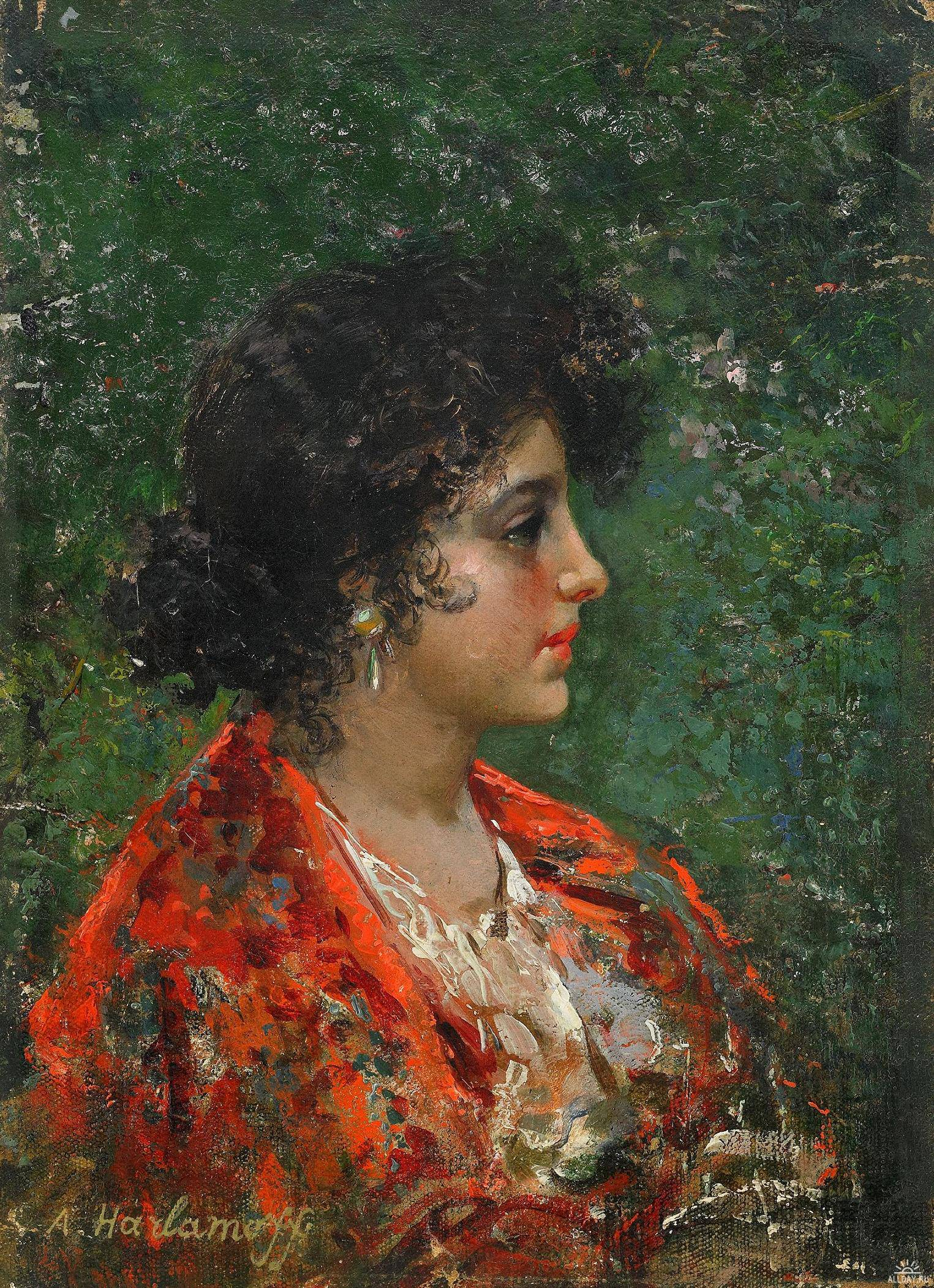
Portrait d’une jeune Femme
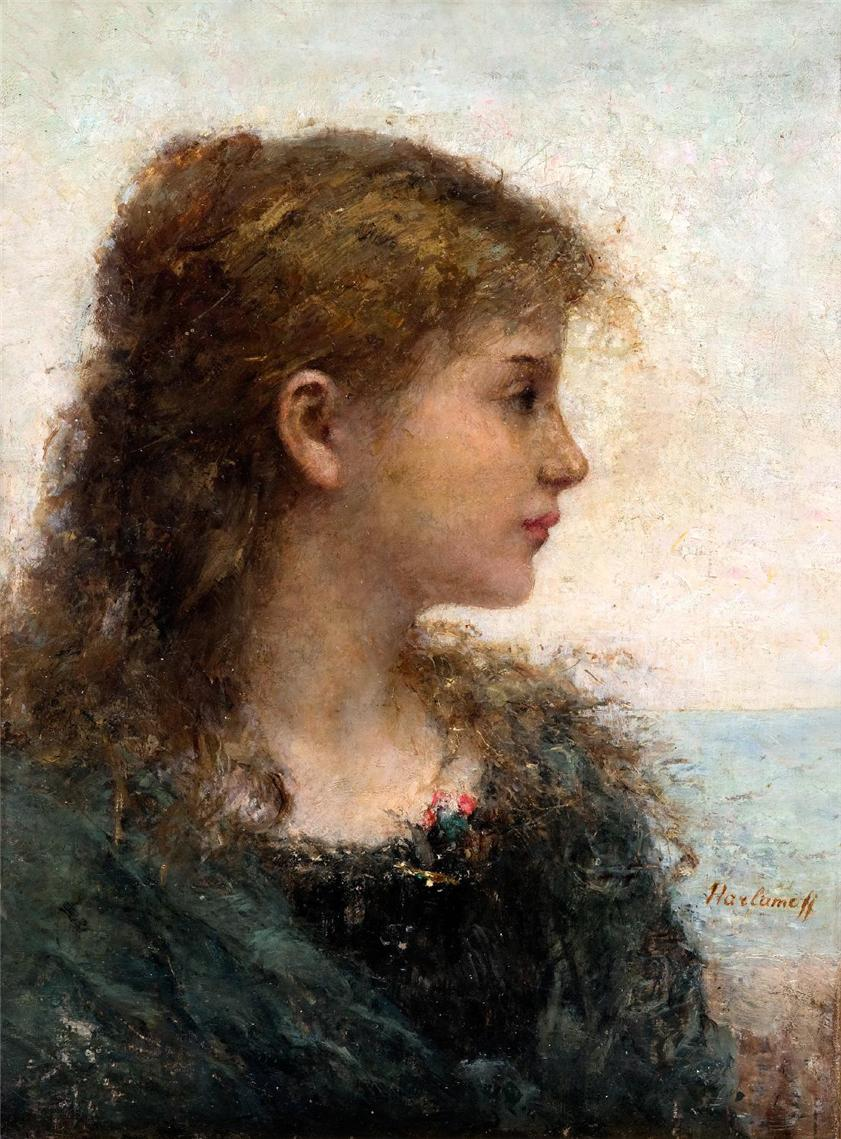
Portrait d’une jeune Fille
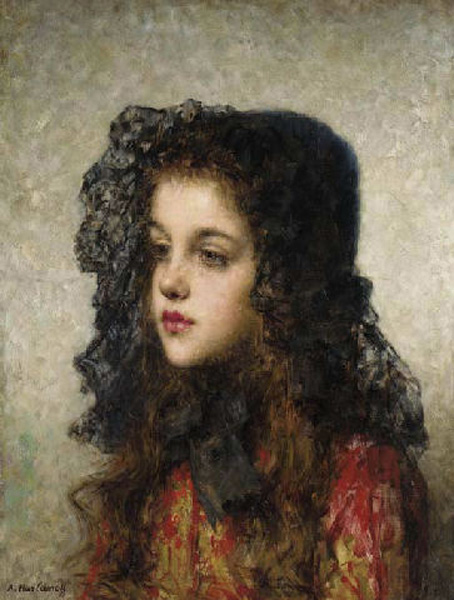
Little Girl with Veil
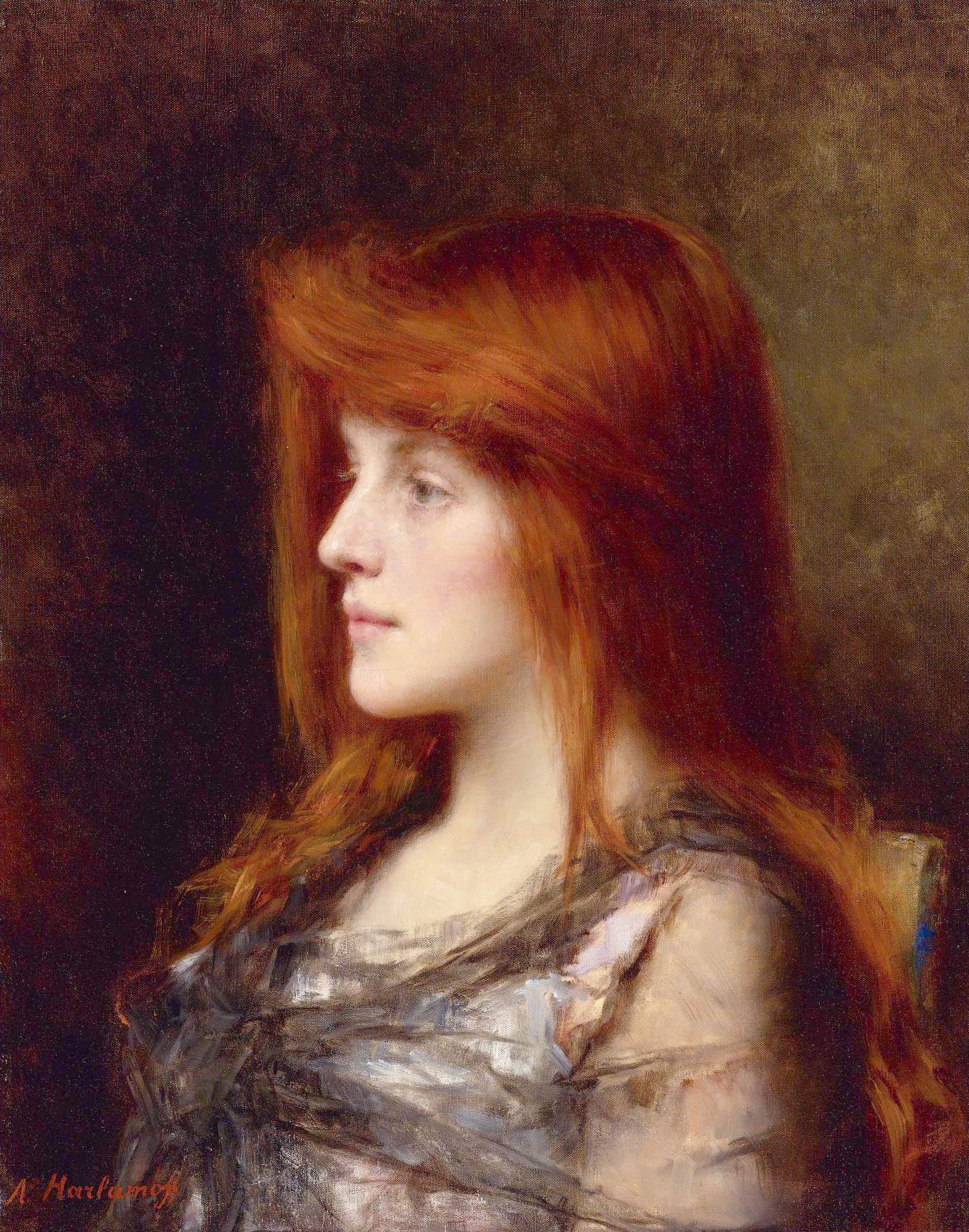
Portrait d’une Femme Belle